# Нојхинг
Нојхинг (њем. Neuching) општина је у њемачкој савезној држави Баварска. Једно је од 26 општинских средишта округа Ердинг. Према процјени из 2010. у општини је живјело 2.386 становника. Посједује регионалну шифру (AGS) 9177131.

## Географски и демографски подаци
Нојхинг се налази у савезној држави Баварска у округу Ердинг. Општина се налази на надморској висини од 495 метара. Површина општине износи 19,7 km². У самом мјесту је, према процјени из 2010. године, живјело 2.386 становника. Просјечна густина становништва износи 121 становника/km².